# Гьолбаш
Гьолбаш (на гръцки: Πικρολίμνη, Пикролимни, до 1926 Γκιόλ Όμπαση, Гьол Обаси) е село в Гърция, Егейска Македония, в дем Кукуш, в област Централна Македония със 165 жители (2001).

## География
Селото се намира в дъното на Солунското поле, югозападно от град Кукуш (Килкис).

## История
На ниския (1050 m) хълм Кардица, на около 3 km южно от Гьолбаш и на 200 m от северния бряг на Горчивото езеро (Пикролимни) е открито праисторическо селище, обявено в 1996 година за паметник на културата.

### В Османската империя
В началото на XX век Гьолбаш е изцяло българско село в Кукушка каза на Османската империя. В „Етнография на вилаетите Адрианопол, Монастир и Салоника“, издадена в Константинопол в 1878 година и отразяваща статистиката на населението от 1873 година, Гюлбаш (Ghiul-Bach) е посочено като селище с 42 домакинства, като жителите му са 197 българи. Между 1896 и 1900 година селото преминава под върховенството на Българската екзархия. Според Васил Кънчов („Македония. Етнография и статистика“) в 1900 година Гьолъ Оваси има 180 жители, всички българи.
По данни на секретаря на Българската екзархия Димитър Мишев („La Macédoine et sa Population Chrétienne“) през 1905 година в Гюлбаш (Ghioul-Bas) има 144 българи екзархисти и функционира българско начално училище.

### В Гърция
След Междусъюзническата война селото попада в Гърция. В 1926 година Гьолбаш е прекръстено на Пикролимни. В 1928 година селото е представено като чисто бежанско с 42 бежански семейства и 156 души общо.